# Hsziakuan (Tali város)
Hsziakuan (下关区) város Kína Jünnan tartományában, Tali megyében és prefektúrában, az Erhaj-tó déli végén. Innen lehet eljutni Tali óvárosba a legfőbb útvonalon. Hsziakuan a megye legjelentősebb ipari központja, olyannyira, hogy gyakran Hsziakuant Új-Talinak is nevezik. A várost a G56-os Hangruj autópálya köti össze Kunminggal és Burmával, a G5611 Licsianggal, illetve a 214-es főút Tali óvárosával.
Helyi buszjárattal (4-es, 8-as) Tali óvárosától 60 percre található. Jelenleg épül Hsziakuan új városközpontja az Erhaj-tó keleti oldalára.

## Buszpályaudvarok
Hsziakuanban öt buszpályaudvar van:
- Hszing-seng buszpályaudvar (下关兴盛客运站)
- expressz buszpályaudvar (下关快速客运站)
- délnyugati buszpályaudvar (下关西南客运站)
- északi buszpályaudvar (下关大理客运站 - 北站)
- keleti buszpályaudvar (下关大理客运站 - 东站)